# مسألة التسلسل الهرمي

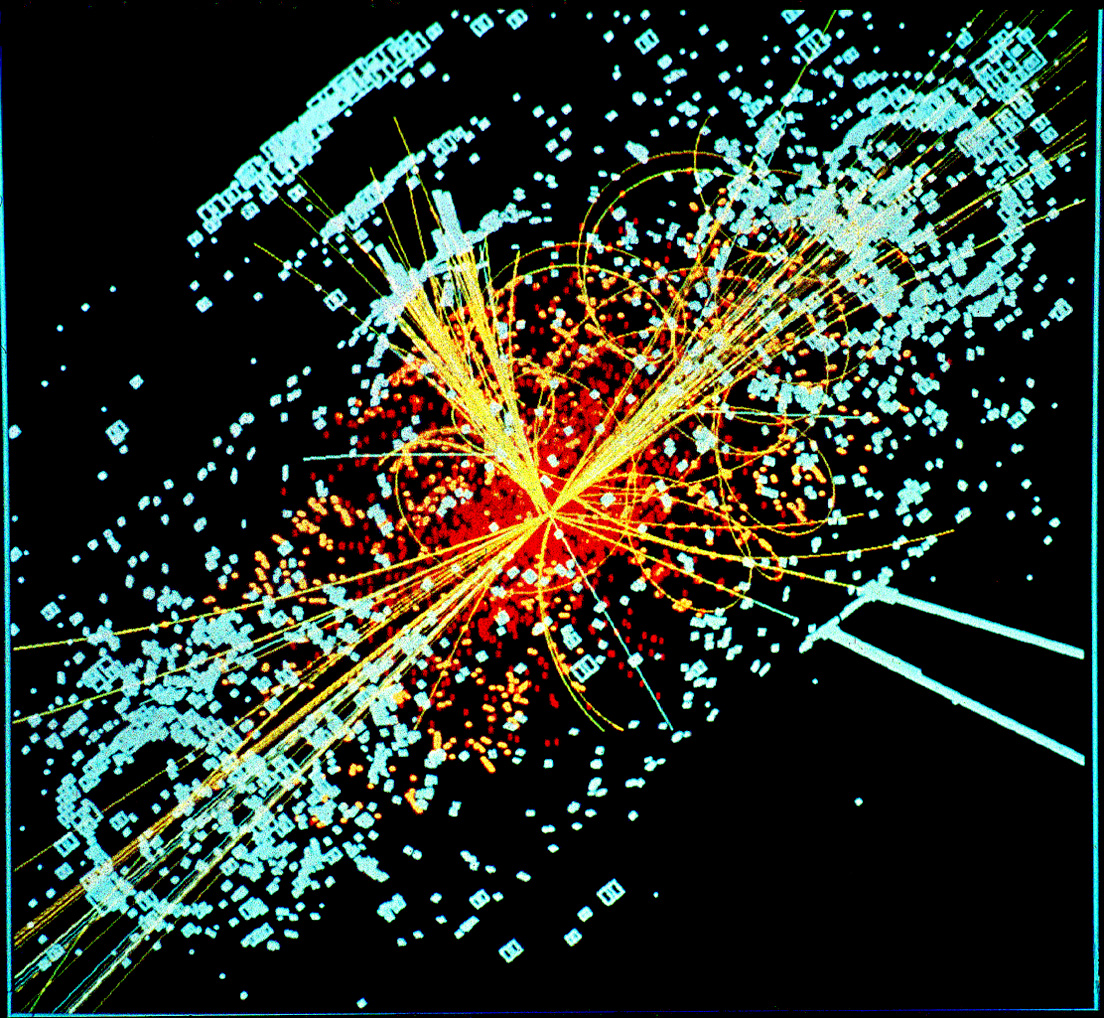

في فيزياء الجسيمات، مسألة التسلسل الهرمي (بالإنجليزية: Hierarchy problem)‏ هو الفارق الكبير بين خصائص القوة النووية الضعيفة والجاذبية، على سبيل المثال: القوة النووية الضعيفة أقوى بـ 1032 مرة من الجاذبية ولم يوجد سبب متفق عليه حتى الآن لهذا الاختلاف.